# Haverhill (Suffolk)
Haverhill ist eine Gemeinde im Bezirk von Suffolk, England an den Grenzen von Essex und Cambridgeshire, liegt 23 km südöstlich von Cambridge und 80 km nördlich von London und ist mit 22.010 Einwohnern die zweitgrößte Stadt im District West Suffolk.

## Geographie
Das Stadtzentrum liegt am Fuße eines sanften Einschnitts in den Kreidefelsen des Newmarket Ridge. Durch die Stadt fließt der Stour Brook, der in den Fluss Stour etwas außerhalb der Stadt mündet. Durch die rasche Expansion der Stadt in den letzten zwei Jahrzehnten liegt jetzt der Weiler Hanchet Enddie am westlichen Rand von Haverhill. Die umliegende Landschaft besteht hauptsächlich aus Ackerland.

## Geschichte
Haverhill wird bereits im Domesday Book (1086) erwähnt. Die meisten historischen Gebäude wurden im „Großen Brand“ am 14. Juni 1667 verloren.
Die Expansion aufgrund eines Planungsbeschlusses 1956 verändert viele Aspekte des Lebens in Haverhill. Der lokale Suffolk Akzent wurde weitgehend durch einen Londoner-Süd-Ost-England Akzent ersetzt. Heute ist Haverhill vorwiegend eine moderne und junge Stadt. Das relativ kleine Ortszentrum ist von vielen großen Wohngebieten umgeben, die zwischen 1950 und heute entstanden.

## Wirtschaft
Die Wirtschaft von Haverhill wird von der Industrie dominiert, die sich vorwiegend in  einem großen Industriegebiet im Südosten der Stadt findet.
Nach dem Bau der Umgehungsstraße ist ein weiteres Gewerbegebiet entstanden, das neue Unternehmen nach Haverhill gebracht hat. Das Zentrum der Stadt ist mit dem Bau eines Cineworld Kinos abends neu belebt worden. Tesco eröffnete im Herbst 2009 einen neuen Supermarkt direkt an der Innenstadt auf dem Gelände des alten Bahnhofs.
Der wöchentliche Markt in der High Street jeden Samstag hat lange Tradition in Haverhill.

## Verkehr
Die A1307 road ist die einzige größere Straße, die Haverhill nach Braintree, Cambridge und der Autobahn M11 verbindet. Der Busbahnhof in Haverhill bietet auch Anbindungen für einige der umliegenden Dörfer und Weiler.
Haverhill ist eine der größten Städte in England ohne einen eigenen Bahnhof. Der nächstgelegene Bahnhof ist Audley End. Hier können Verbindungen zwischen Cambridge und London erreicht werden. Der nächstgelegene Flughafen für nationale und internationale Flüge ist London Stansted Airport (etwa 30 km südlich). Der viel kleinere Cambridge City Airport bedient auch einige Inlandsflüge.

## Kultur

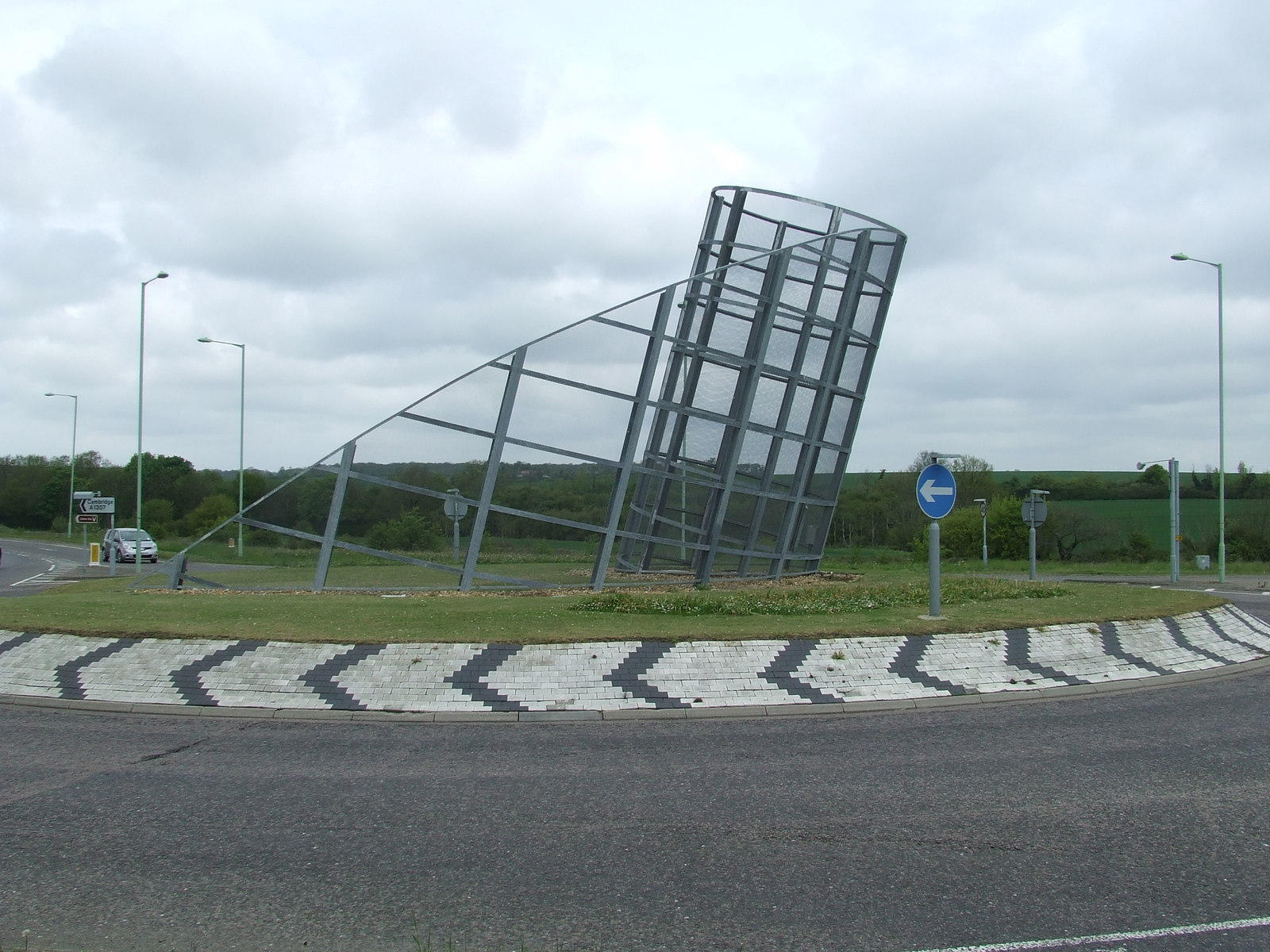
Spirit of Enterprise

2000/2001 wurden 2000 Einwohner Haverhills von dem Künstler Chris Dorley-Brown fotografiert und in ein einziges Bild verwandelt, das in der National Portrait Gallery in London als das größte fotografische Morphing Projekt seiner Art ausgestellt wurde. 
Seit November 2004 hat Haverhill als einzige Stadt eine nachts Laser-beleuchtete Skulptur in einem Kreisverkehr. Die 11 Meter hohe Stahlskulptur „Spirit of Enterprise“ (von den Einheimischen „The bin“ oder „The toilet roll“ genannt) wurde vor allem von lokalen Unternehmen finanziert.

## Partnerschaften
Haverhill unterhält partnerschaftliche Beziehungen zu
- Ehringshausen, Deutschland seit dem 16. April 1983
- Pont-Saint-Esprit, Frankreich

Die Stadt Haverhill in Massachusetts, USA ist nach Haverhill benannt.

## Persönlichkeiten
- Ella Freeman Sharpe (1875–1947), Psycho-, Kinder- und Lehranalytikerin